# Family Plot
Family Plot is een Amerikaanse zwarte komedie/thriller uit 1976, geregisseerd door Alfred Hitchcock. Het was Hitchcocks laatste speelfilm. De hoofdrollen worden gespeeld door Barbara Harris, Bruce Dern, William Devane, en Karen Black. Het verhaal is gebaseerd op de roman The Rainbird Pattern van Victor Canning.
De film draaide, buiten competitie, op het Filmfestival van Cannes in 1976. De film kent ook twee werktitels: Deceit en Missing Heir.

## Verhaal
Blanche Tyler is een dame die zich voordoet als helderziende. Ze wordt hierbij geholpen door de oplichter George Lumley. Samen worden ze ingehuurd door de rijke, oude Julia Rainbird, die hoopt dat de twee haar verloren neef kunnen terugvinden. Jaren terug dwong ze haar nu overleden zus om de jongen ter adoptie af te staan, maar ze wil hem nu tot haar erfgenaam maken.
Tyler en Lumley vinden de neef: hij blijkt Arthur Adamson te heten en is nu een succesvol juwelier in San Francisco. Hij heeft echter een mysterieus verleden: zo lijkt hij zijn adoptiefouders te hebben vermoord en zijn eigen dood in scène te hebben gezet. Op een begraafplaats staat zijn grafsteen naast die van zijn adoptiefouders (wat de titel van de film verklaart die te vertalen is als 'familieperk'). Tevens houdt hij er een geheime, tweede levensstijl op na. Met zijn vriendin, Fran, ontvoert hij miljonairs om hun families te dwingen tot het betalen van een edelsteen als losgeld. De edelstenen verzamelt hij in een kroonluchter.
Arthur ontdekt dat Blanche en Lumley hem zoeken en denkt dat de twee hem willen opsporen omwille van zijn criminele activiteiten. Hiermee brengt hij hun levens in gevaar...

## Rolverdeling
- | Acteur               | Personage                        |
| -------------------- | -------------------------------- |
| Barbara Harris       | Blanche Tyler                    |
| Bruce Dern           | George Lumley                    |
| Karen Black          | Fran                             |
| William Devane       | Arthur Adamson/Edward Shoebridge |
| Cathleen Nesbitt     | Julia Rainbird                   |
| Ed Lauter            | Joseph P. Maloney                |
| Katherine Helmond    | Mrs. Maloney                     |
| Nicholas Colasanto   | Constantine                      |
| Edith Atwater        | Mrs. Clay                        |
| Warren J. Kemmerling | Grandison                        |
| William Prince       | Bishop Wood                      |
| Marge Redmond        | Vera Hannagan                    |

Hitchcock heeft 40 minuten na aanvang van de film een cameo. Men kan zijn silhouet zien achter het raam van een kantoor van de burgerlijke stand.

## Achtergrond

### Productie
Het scenario voor de film is geschreven door Ernest Lehman, gebaseerd op de roman van Victor Canning. Lehman had deze roman al eerder aangeboden gekregen voor een scenario, maar wees het toen af. Hij wilde van de film een duistere dramafilm maken, maar Hitchcock stuurde aan op een meer komische ondertoon. De samenwerking tussen Hitchcock en Lehman was niet al te best, vooral niet omdat Lehman eerder al eens geweigerd had Hitchcock te helpen met zijn geplande film No Bail For the Judge, die uiteindelijk nooit werd gemaakt.
Hitchcock maakte in Family Plot de exacte locatie waar het verhaal zich afspeelt niet bekend, daar waar hij anders dit altijd duidelijk maakte door bekende gebouwen en locaties in de film te tonen. Opnames vonden plaats in zowel San Francisco als Los Angeles. De achtervolging met auto’s werd gefilmd op het terrein van Universal.

### Acteurs
Hitchcock had onder andere acteurs Burt Reynolds, Roy Scheider, Al Pacino, Faye Dunaway en Beverly Sills in gedachten voor Family Plot, maar kon hen niet inhuren vanwege een te krap budget. Hitchcock had Barabara Harris al eerder benaderd voor vorige films, en was blij nu een keer met haar samen te kunnen werken.
Hitchcock had reeds ervaring met acteur Bruce Dern van de serie Alfred Hitchcock Presents en Marnie (1964).
William Devane was Hitchcocks eerste keuze voor de rol van Arthur Adamson, maar hij was niet beschikbaar. Daarom huurde Hitchcock eerst Roy Thinnes in en filmde reeds enkele scènes met hem. Toen Devane later toch beschikbaar was, ontsloeg Hitchcock Thinnes en huurde Devane alsnog in. Dit betekende wel dat alle scènes met Thinnes in de rol van Adamson opnieuw gefilmd moesten worden.

### Muziek
Family Plot is de enige film van Hitchcock waarvan de muziek is gecomponeerd door John Williams, een nieuwkomer bij Universal die kort daarvoor een Academy Award had gewonnen voor zijn muzikale bijdrage aan Steven Spielbergs Jaws. Hitchcock kwam Williams geregeld opzoeken om suggesties te doen voor de muziek. Williams zelf beschouwde samenwerken met Hitchcock als een privilege.

### Nasleep
Family Plot was Hitchcocks’ laatste film. Na de voltooiing begon hij wel te werken aan een nieuw scenario voor de spionagethrillerThe Short Night, maar zijn kwakkelende gezondheid maakte dat hij dit project moest afblazen. Het scenario werd nog wel gepubliceerd als boek.

## Prijzen en nominaties
In 1977 won Family Plot de Edgar Award voor beste film.
Datzelfde jaar werd de film genomineerd voor twee andere prijzen:
- De Golden Globe voor beste actrice – comedy/musical (Barbara Harris)
- De WGA Award voor beste komische scenario (Ernest Lehman)

In 2005 werd Family Plot samen met een aantal andere films van Hitchcock genomineerd voor de Satellite Award voor Outstanding Classic DVD.